# Elisabetta Giuliana di Schleswig-Holstein-Sonderburg-Norburg
Elisabetta Giuliana di Schleswig-Holstein-Sonderburg-Norburg (Nordborg, 24 maggio 1634 – Wolfenbüttel, 4 febbraio 1704) fu Duchessa di Brunswick-Wolfenbüttel in quanto moglie di Antonio Ulrico di Brunswick-Wolfenbüttel.

## Biografia

### Infanzia
Elisabetta Giuliana è nata il 24 maggio 1634 come seconda figlia dei sei figli del Duca Federico di Schleswig-Holstein-Sonderburg-Norburg è di sua moglie Eleonora di Anhalt-Zerbst. I suoi nonni erano Giovanni di Schleswig-Holstein-Sonderburg e Elisabetta di Brunswick-Grubenhagen. 
Era una bambina di indole buona e gentile e crescendo divenne una splendida adolescente. 

### Matrimonio

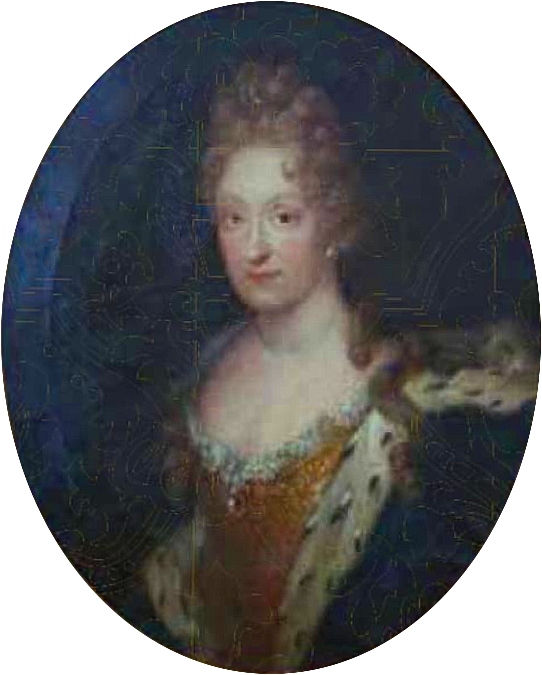
Elisabetta Giuliana poco dopo il suo matrimonio.

Elisabetta Giuliana venne fidanzata con il duca Antonio Ulrico di Brunswick-Wolfenbüttel  che sposò il 17 agosto 1656 a Wolfenbüttel. Ebbero 13 figli.
La vita di Elisabetta Giuliana a Wolfenbüttel è descritta come felice e armoniosa, infatti i due coniugi andavano abbastanza d'accordo.

### Duchessa di Brunswick-Wolfenbuttel
Insieme al marito Elisabetta Giuliana fondò numerosi conventi e nel castello dove risiedeva, creò un convento.
Sei dei suoi figli morirono nell'infanzia ed Elisabetta Giuliana rimase molto turbata per questo, inoltre rimase affezionata moltissimo alla figlia Enrichetta Cristina.

### Morte

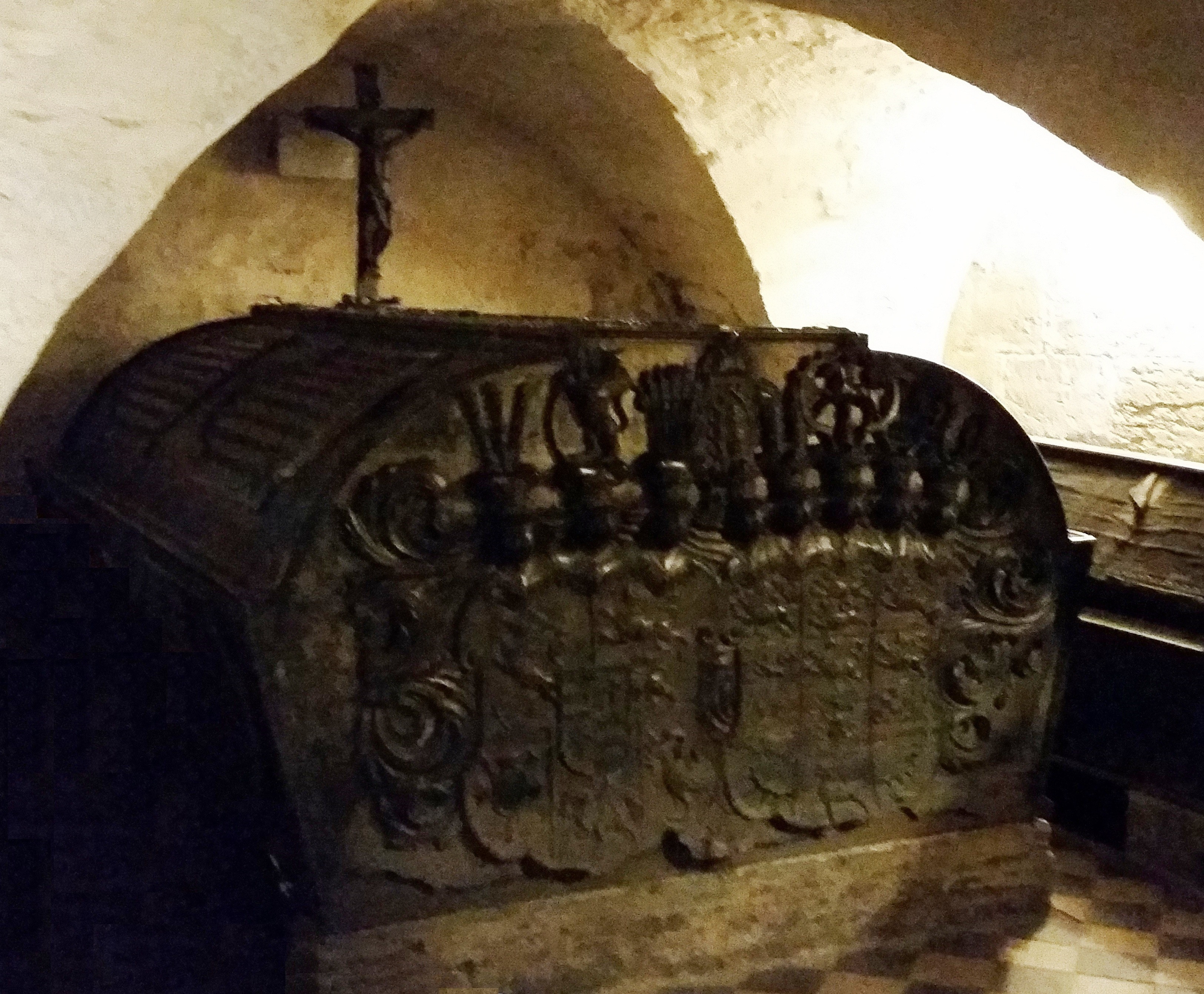
Sarcofago di Elisabetta Giuliana e di suo marito Antonio Ulrico.

La duchessa Elisabetta Giuliana è morta il 4 febbraio 1704 a Wolfenbüttel. Il duca Antonio Ulrico è sopravvissuto alla moglie per dieci anni ed è morto all'età di 80 anni nel 1714.

## Matrimonio e figli
Si sposò il 17 agosto 1656 a Wolfenbüttel con il duca Antonio Ulrico di Brunswick-Wolfenbüttel . Ebbero 13 figli,  di cui però solo sette raggiunsero la maggiore età:
1. Augusto Federico (1657-1676);
2. Elisabetta Eleonora (1658-1729), sposò Giovanni Giorgio, Duca di Mecklemburgo-Mirow e successivamente Bernardo I di Sassonia-Meiningen;
3. Anna Sofia (1659-1742), sposò il Margravio Carlo Gustavo di Baden-Durlach;
4. Leopoldo Augusto (1661-1662)
5. Augusto Guglielmo (1662-1731), duca di Brunswick-Lüneburg, sposò Cristina Sofia di Brunswick-Lüneburg, in seconde nozze con Sofia Amalia di Holstein-Gottorp e in terze nozze con Elisabetta Sofia Maria di Schleswig-Holstein-Sonderburg-Norburg;
6. Augusto Enrico (1663-1664)
7. Augusto Carlo (1664-1664)
8. Augusto Francesco (1665-1666)
9. Augusta Dorotea (1666-1751), sposò Antonio Günther II di Schwarzburg-Sondershausen;
10. Amalia Antonia (1668-1668)
11. Enrichetta Cristina (1669-1753), fu Badessa del principato Ecclesiastico di Gandersheim;
12. Luigi Rodolfo (1671-1735), duca di Brunswick-Lüneburg, sposò Cristina Luisa di Oettingen-Oettingen;
13. Sibilla Rosalia (1672-1673)

## Ascendenza
|                                                              |                              |                                      | Genitori                          |  |  | Nonni |  |  | Bisnonni                   |  |  | Trisnonni               |  |
|                                                              |                              |                                      |                                   |  |  |       |  |  | Cristiano III di Danimarca |  |  | Federico I di Danimarca |  |
|                                                              |                              |                                      |                                   |  |  |       |  |  | Cristiano III di Danimarca |  |  | Federico I di Danimarca |  |
|                                                              |                              | Anna del Brandeburgo                 |                                   |  |  |       |  |  | Cristiano III di Danimarca |  |  |                         |  |
| Giovanni di Schleswig-Holstein-Sonderburg                    |                              |                                      |                                   |  |  |       |  |  | Cristiano III di Danimarca |  |  |                         |  |
|                                                              |                              | Dorotea di Sassonia-Lauenburg        | Magnus I di Sassonia-Lauenburg    |  |  |       |  |  |                            |  |  |                         |  |
|                                                              |                              | Dorotea di Sassonia-Lauenburg        | Magnus I di Sassonia-Lauenburg    |  |  |       |  |  |                            |  |  |                         |  |
|                                                              |                              | Dorotea di Sassonia-Lauenburg        | Caterina di Braunschweig-Lüneburg |  |  |       |  |  |                            |  |  |                         |  |
| Federico di Schleswig-Holstein-Sonderburg-Norburg            |                              | Dorotea di Sassonia-Lauenburg        |                                   |  |  |       |  |  |                            |  |  |                         |  |
|                                                              |                              | Ernesto III di Brunswick-Grubenhagen | …                                 |  |  |       |  |  |                            |  |  |                         |  |
|                                                              |                              | Ernesto III di Brunswick-Grubenhagen | …                                 |  |  |       |  |  |                            |  |  |                         |  |
|                                                              |                              | Ernesto III di Brunswick-Grubenhagen | …                                 |  |  |       |  |  |                            |  |  |                         |  |
| Elisabetta di Brunswick-Grubenhagen                          |                              | Ernesto III di Brunswick-Grubenhagen |                                   |  |  |       |  |  |                            |  |  |                         |  |
|                                                              |                              | Margherita di Pomerania-Wolgast      | …                                 |  |  |       |  |  |                            |  |  |                         |  |
|                                                              |                              | Margherita di Pomerania-Wolgast      | …                                 |  |  |       |  |  |                            |  |  |                         |  |
|                                                              |                              | Margherita di Pomerania-Wolgast      | …                                 |  |  |       |  |  |                            |  |  |                         |  |
| Elisabetta Giuliana di Schleswig-Holstein-Sonderburg-Norburg |                              | Margherita di Pomerania-Wolgast      |                                   |  |  |       |  |  |                            |  |  |                         |  |
|                                                              | Gioacchino Ernesto di Anhalt | Giovanni V di Anhalt-Zerbst          |                                   |  |  |       |  |  |                            |  |  |                         |  |
|                                                              | Gioacchino Ernesto di Anhalt | Giovanni V di Anhalt-Zerbst          |                                   |  |  |       |  |  |                            |  |  |                         |  |
|                                                              | Gioacchino Ernesto di Anhalt | Margherita di Brandeburgo            |                                   |  |  |       |  |  |                            |  |  |                         |  |
| Rodolfo di Anhalt-Zerbst                                     | Gioacchino Ernesto di Anhalt |                                      |                                   |  |  |       |  |  |                            |  |  |                         |  |
|                                                              |                              | Eleonora di Württemberg              | Cristoforo di Württemberg         |  |  |       |  |  |                            |  |  |                         |  |
|                                                              |                              | Eleonora di Württemberg              | Cristoforo di Württemberg         |  |  |       |  |  |                            |  |  |                         |  |
|                                                              |                              | Eleonora di Württemberg              | Anna Maria di Brandeburgo-Ansbach |  |  |       |  |  |                            |  |  |                         |  |
| Eleonora di Anhalt-Zerbst                                    |                              | Eleonora di Württemberg              |                                   |  |  |       |  |  |                            |  |  |                         |  |
|                                                              |                              | Enrico Giulio di Brunswick-Lüneburg  | Giulio di Brunswick-Lüneburg      |  |  |       |  |  |                            |  |  |                         |  |
|                                                              |                              | Enrico Giulio di Brunswick-Lüneburg  | Giulio di Brunswick-Lüneburg      |  |  |       |  |  |                            |  |  |                         |  |
|                                                              |                              | Enrico Giulio di Brunswick-Lüneburg  | Edvige di Brandeburgo             |  |  |       |  |  |                            |  |  |                         |  |
| Dorotea Edvige di Brunswick-Wolfenbüttel                     |                              | Enrico Giulio di Brunswick-Lüneburg  |                                   |  |  |       |  |  |                            |  |  |                         |  |
|                                                              |                              | Dorotea di Sassonia                  | Augusto I di Sassonia             |  |  |       |  |  |                            |  |  |                         |  |
|                                                              |                              | Dorotea di Sassonia                  | Augusto I di Sassonia             |  |  |       |  |  |                            |  |  |                         |  |
|                                                              |                              | Dorotea di Sassonia                  | Anna di Danimarca                 |  |  |       |  |  |                            |  |  |                         |  |
|                                                              |                              | Dorotea di Sassonia                  |                                   |  |  |       |  |  |                            |  |  |                         |  |